# 布里奇敦歷史區
布里奇敦歷史區（英語：Garrison Historic Area）是位於巴貝多國家的一個小地區。這個要塞歷史區位於首都布里奇敦的英雄廣場以南約2英里處，就在基督教堂市相鄰教區的黑斯廷斯村以西。於2011年時被列為世界遺產。

## 歷史
在18世紀和19世紀，駐軍是巴巴多斯英國西印度團成員的基地和總部。1751年，在未來的領導者美國革命和第一任總統美國，喬治·華盛頓，一直陪著他生病的哥哥在六週區的布什山段。這個經過修復的財產仍然是駐軍的固定裝置，在那裡它被簡稱為“喬治華盛頓之家”。
1966年 11 月 30 日，駐軍歷史區舉行了聯合旗幟（英國國旗）降下和巴巴多斯國旗升起儀式的地點，從而迎來了巴巴多斯國家的完全獨立來自英國。
除了喬治華盛頓故居外，該地點還有許多具有歷史意義的建築。其中許多是英國駐軍的軍團單位，包括巴巴多斯博物館和周圍建築物的建築。這方面的證據包括前駐軍的牢房。